# Philipp Heerwagen
Philipp Heerwagen (* 13. April 1983 in Kelheim) ist ein ehemaliger deutscher Fußballtorwart.

## Karriere
Heerwagen begann 1989 in der F-Jugend der SpVgg Unterhaching mit dem Fußballspielen und wurde – weil im Training sich kein anderer ins Tor stellen wollte und er gute Leistungen zeigte – Torwart der Mannschaft. Er wechselte 1997 in die C-Jugendabteilung des FC Bayern München und kehrte im August 2001 zur SpVgg Unterhaching zurück. In der Folgesaison wurde er bei den in der Regionalliga Süd spielenden Unterhachingern zum Stammtorhüter. Sein Debüt gab er am 3. August 2002 (3. Spieltag) beim 2:2-Unentschieden im Heimspiel gegen die TSG 1899 Hoffenheim. Am Ende der Saison ließ er mit 34 Gegentoren die zweitwenigsten zu, wurde Regionalligameister 2003 und stieg in die 2. Bundesliga auf. In dieser debütierte er am 3. August 2003 (1. Spieltag) beim 4:2-Sieg im Auswärtsspiel gegen die SpVgg Greuther Fürth. 
Nach drei weiteren Spielzeiten (in der Winterpause 2006/07 verlieh ihm der „kicker“ das Prädikat „Herausragend“) und dem Abstieg in die Regionalliga Süd verließ er die SpVgg Unterhaching und wechselte zur Saison 2007/08 zum Bundesligisten VfL Bochum. Für diesen kam er erst in der Folgesaison am 13. Dezember 2008 (17. Spieltag) bei der 1:2-Niederlage im Heimspiel gegen den 1. FC Köln zu seinem Bundesligadebüt. In der Saison 2009/10 wurde er dann erster Torwart des VfL, weshalb er auch Anfang Januar 2010 seinen Vertrag in Bochum vorzeitig um drei Jahre verlängerte. Seit dem Abstieg 2010 war er weiterhin für den VfL Bochum in der 2. Bundesliga aktiv.
Im Januar 2012 wurde Heerwagen bis zum Saisonende an den FC St. Pauli ausgeliehen, um dort den verletzten Stammtorwart Philipp Tschauner zu ersetzen, er kam jedoch zu keinem Einsatz und kehrte zur Saison 2012/13 zum VfL Bochum zurück. Nachdem er in der Saison 2012/13 in Bochum nur noch zu sieben Einsätzen gekommen war, wurde sein auslaufender Vertrag nicht mehr verlängert. Er hielt sich im Camp der VDV für arbeitslose Fußballprofis fit und kehrte am 9. September 2013 zum FC St. Pauli zurück, für den er am 17. April 2014 (31. Spieltag), beim 1:1-Unentschieden im Auswärtsspiel gegen Energie Cottbus, debütierte.
Nachdem er bereits in der Vorsaison weder in der ersten noch in der zweiten Mannschaft, bis auf zwei Einsätze im DFB-Pokal 2017/18, zum Einsatz gekommen war, wechselte Heerwagen in der laufenden Zweitligasaison 2018/19 zum 3. Spieltag zum FC Ingolstadt 04, wo er einen bis Saisonende gültigen Vertrag unterzeichnete und am Saisonende mit der Mannschaft in die 3. Liga abstieg.
Ab Juli 2019 stand Heerwagen beim SV Sandhausen unter Vertrag. Der Kontrakt besaß eine Laufzeit von zwei Jahren und endete nach der Saison 2020/21.

## Erfolge
- Regionalligameister 2003
- Deutscher A-Juniorenmeister 2001
- Zweiter der B-Juniorenmeisterschaft 2000

## Sonstiges
Seine Schwester ist die Schauspielerin Bernadette Heerwagen. Er zog 1987 vom niederbayerischen Kelheim, dem Ort seiner ersten vier Lebensjahre, in den Münchner Vorort Unterhaching.